# Franciszek Denys
Franciszek Denys (ur. 25 sierpnia 1899 w Konstantynowie Łódzkim, zm. 23 września 1975 w Łodzi) – polski prawnik, urzędnik samorządowy w II Rzeczypospolitej, m.in. starosta powiatu łódzkiego.

## Życiorys
Jego rodzice, Franciszek i Marianna z domu Gendaszewska, mieszkali we wsi Porszewice, położonej 9 km na północ od Pabianic, gdzie mieli niewielkie gospodarstwo rolne oraz sklep spożywczy. Pochodził z wielodzietnej rodziny – miał sześcioro rodzeństwa: Tadeusza (ur. 1900), Janinę (ur. 1903), Leona (ur. 1906 r.), Anielę (ur. 1908), Irenę (ur. 1910) i Mariannę (1915). Był żonaty z Kazimierą Skrzypecką (ur. 1903). Z tego związku 13 grudnia 1930 przyszła na świat córka, Anna Barbara Denys (Szpak) – aktorka teatralna.
Ukończył studia wyższe prawnicze. Jako młody człowiek działał w Związku Strzeleckim. W 1928 został członkiem Zarządu Okręgu Łódzkiego tego Związku. Na początku lat 30. objął stanowisko kierownika Referatu Polityczno-Narodowościowego i Bezpieczeństwa w Starostwie Grodzkim w Łodzi, które sprawował do listopada 1932. Od grudnia 1932 pełnił funkcję zastępcy starosty powiatu łódzkiego. W 1936 powierzono mu stanowisko starosty grodzkiego w Łodzi. Na stanowisko starosty powiatu łódzkiego został mianowany w 1938. Na stanowisku tym posiadał bezpośredni nadzór nad Referatem Bezpieczeństwa. Urząd piastował do rozpoczęcia II wojny światowej.
Do 1939 był członkiem Stowarzyszenia Urzędników Państwowych oraz członkiem Zarządu Związku Oficerów Rezerwy.
Podczas okupacji niemieckiej mieszkał wraz z rodziną w Milanówku, a podczas pierwszych lat po wyzwoleniu we Wrocławiu. Po powrocie do Łodzi spotkały go represje związane z pełnieniem przez niego funkcji w administracji państwowej w II Rzeczypospolitej. Na skutek działań Wydziału Śledczego Wojewódzkiego Urzędu Bezpieczeństwa Publicznego w Łodzi Franciszek Denys został w 1950 oskarżony, osądzony i skazany na podstawie dekretu z 22 stycznia 1946 „O odpowiedzialności za klęskę wrześniową i faszyzację życia państwowego w Polsce” na ponad rok więzienia. W 1954 został skazany na trzy lata pozbawienia wolności oraz utratę praw publicznych i obywatelskich praw honorowych za skierowanie do miejsca odosobnienia w Berezie Kartuskiej działaczy Komunistycznej Partii Polski i Komunistycznego Związku Młodzieży Polski.
Spoczywa na cmentarzu na Mani w Łodzi, przy ul. Solec 11 (kwatera 8-30-47).

## Odznaczenia
- Srebrny Krzyż Zasługi (9 listopada 1929)[1].